# Phrikoceros lizardensis
Espèce
Phrikoceros lizardensis est une espèce de vers plats polyclades marins de la famille des Pseudocerotidae.

## Description

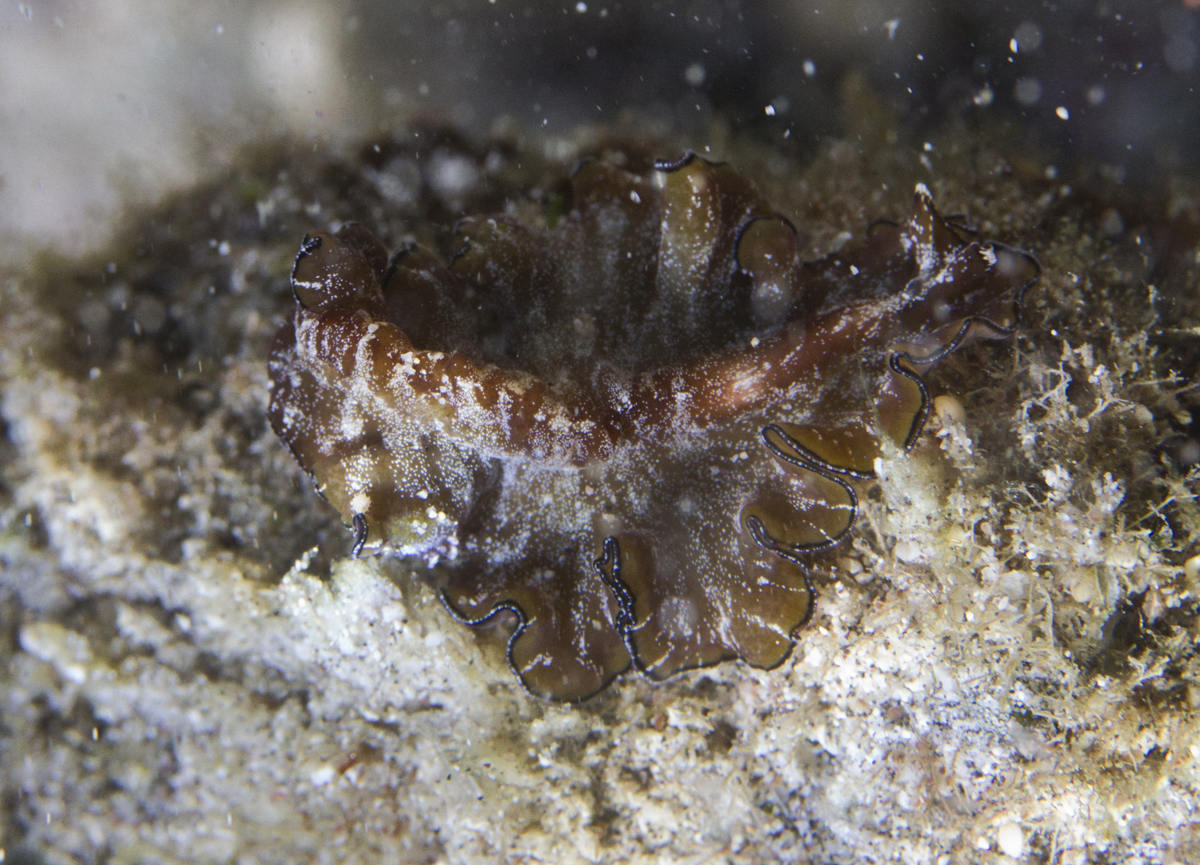
Phrikoceros lizardensis (Île de la Réunion)

Phrikoceros lizardensis est une espèce qui mesure de l'ordre de 30 à 46 mmde long et de 15 à 30 mm de large.
Le corps est, lisse, allongé et ovale, soulevé médianement et légèrement effilé en arrière,.
La couleur de fond est variable, pouvant s'échelonner du brun chocolat tacheté ou brun caramel au vert olive en passant par le marron clair ou le marron verdâtre, avec des taches crème composées de points formant des stries transversales lâches au niveau médian et latéral, plus foncée au milieu, parfois avec une teinte de rouge latéralement près du bord et sur des pseudo-tentacules,,. Un autre morphotype est caractérisé par une surface dorsale marbrée avec une pigmentation brun rougeâtre qui forme la ligne médiane du corps,.
La bande marginale est extrêmement étroite, noire puis grise interrompue par de courtes stries transversales blanches faites de micro-points sur le rebord. La bande sub-marginale est étroite, soit jaune vif ou orange, soit grise transparente,.
Le cluster d'ocelles cérébraux, qui comporte de l'ordre de 70 à 80 yeux, présente une forme de fer à cheval,.
Les pseudo-tentacules présentent des pointes blanches et des taches crème entre les deux,. La partie ventrale est couleur crème, brun clair vers la marge, translucide, avec le bord jaune et le rebord noir. La ventouse, bien séparée des gonopores, peut être discrète ou plutôt bien developpée,,.
Le pharynx est simple, ébouriffé et long d'un cinquième de la longueur du corps.
L'antrum mâle est petit et profond et les papilles du pénis sont petites. Le stylet est court. Le stylet est deux fois plus large que long. La vésicule prostatique est petite et ovale. La vésicule séminale est oblongue et musclée. Les glandes cémentaires sont grosses et la poche cémentaire large. Les parois vaginales sont épaisse et musclées.

## Éthologie

### Comportement
Des groupes allant jusqu'à 20 animaux ont été trouvés sous des roches ou dans des mares dans le sable. Ce comportement est plutôt inhabituel pour les polyclades, que l'on trouve normalement individuellement ou par paires.
De petits copépodes, comme Pseudanthessius newmanae Humes, 1997, peuvent être rencontrés sur Phrikoceros lizardensis et sont supposés être symbiotiques.

### Reproduction
Des paires d'animaux ont été observées copulant simultanément en retournant leurs penis et en se piquant apparemment n'importe où ce qui indiquer que l'insémination est hypodermique.

## Habitat et répartition

### Répartition
Cette espèce se rencontre dans l'Océan Indien et dans l'Océan Pacifique. Elle est notamment présente en Australie,, en Iran,,, en Inde,, en Indonésie, aux Philippines, a Taiwan, en Papouasie Nouvelle-Guinée, en Afrique du Sud et à Singapour.

### Habitat
Cette espèce est rarement observée sur la crête récifale et sur la pente du récif. Elle est abondante sous les rochers de la zone côtière et dans les lagons. 

## Systématique
Le nom valide complet (avec auteur) de ce taxon est Phrikoceros lizardensis (Newman & Cannon, 1996). Phrikoceros lizardensis a pour synonyme Tytthosoceros lizardensis Newman & Cannon, 1996, l'espèce ayant été décrite initialement dans le genre Tytthosoceros par les zoologistes australiens Leslie J. Newman et Lester R. G. Cannon en 1996.

### Étymologie
Cette espèce a été nommée en l'honneur de la station de recherche de l'île Lizard (Australie).

### Publication originale
- (en) Leslie J. Newman, Lester R. G. Cannon, « Bulaceros, new genus, and Tytthosoceros, new genus, (Platyhelminthes: Polycladida) from the Great Barrier Reef, Australia and eastern Papua New Guinea », Raffles Bulletin of Zoology, vol. 44, n. 2, pp. 479-492(pdf)